# Matthew Dillon (programista)
Matthew Dillon (ur. 1 lipca 1966) – amerykański informatyk mieszkający w Berkeley, w stanie Kalifornia. Jest najbardziej znany ze swojego wkładu w rozwój systemu FreeBSD oraz z rozpoczęcia projektu DragonFly BSD.
Dillon studiował elektronikę i informatykę na Uniwersytecie Kalifornijskim Berkeley, gdzie w roku 1985 po raz pierwszy zetknął się z systemem BSD. Jest także znany z tworzenia programów pod komputery Amiga, własnego kompilatora języka C – DICE – oraz pracy nad jądrem systemu Linux. W latach 1994–1997 pracował w stworzonej przez siebie firmie Best Internet, współtworząc jednocześnie system FreeBSD. Jego program "Diablo", służący do transferu informacji przez internet, jest bardzo popularny w wielu firmach zajmujących się dostarczaniem internetu.
W 1997 roku otrzymał dostęp do źródeł systemu FreeBSD na poziomie commitera i rozwijał głównie podsystem zarządzania pamięcią wirtualną.
Zatroskany problemami, jakie dostrzegał w kierunku rozwoju systemu FreeBSD po wydaniu jego 5. wersji, oraz z powodu pokłócenia się z innymi programistami systemu FreeBSD, co z kolei zaowocowało odcięciem go od dostępu do kodu źródłowego projektu, rozpoczął w roku 2003 rozwój DragonFly BSD.